# خیط زبید
خیط زبید یا بنه طاهر، روستایی از توابع بخش مرکزی شهرستان امیدیه در استان خوزستان ایران است. بنیانگذار این روستا حاج طاهر خفائی بوده است.که در نقشه های قدیمی به نام بنه طاهر معروف می باشد.

## جمعیت
این روستا در دهستان چاه سالم قرار دارد و براساس سرشماری مرکز آمار ایران در سال ۱۳۸۵، جمعیت آن ۸۸ نفر (۲۰خانوار) بوده‌است.